# Board of Directors
Das Board of Directors, in eindeutigem Zusammenhang oft nur kurz Board, englisch für Verwaltungsrat oder Direktorium, ist im anglo-amerikanischen Raum das Leitungs- und Kontrollgremium eines Unternehmens.
Meist vereinigt es die Funktionen von Vorstand und Aufsichtsrat einer deutschen Aktiengesellschaft und stellt somit ein monistisches System der Unternehmensführung dar. Der Vorsitzende des Board of Directors wird als Chairman of the Board (COB) bezeichnet.

## Aufbau
Die Mitglieder des Boards werden allein von den Anteilseignern, meist durch die Hauptversammlung, gewählt. Arbeitnehmervertreter, wie etwa im Aufsichtsrat großer Kapitalgesellschaften in Deutschland, sind im Board of Directors nicht vorgesehen. Die Vorstandsmitglieder werden meist in geschäftsführende (executive) und nicht geschäftsführende (non-executive) Mitglieder unterschieden.
Die geschäftsführenden Vorstände, häufig als Chief Officers bezeichnet, übernehmen die operative Geschäftsführung des Unternehmens und entsprechen somit dem Vorstand einer deutschen AG. Die nicht geschäftsführenden Vorstandsmitglieder sind vor allem in einer Beratungs- und Kontrollfunktion tätig und üben dieses Amt nicht hauptberuflich aus und sind keine Angestellten des Unternehmens. Ihr Amt ist mit dem eines Mitgliedes des Aufsichtsrats einer deutschen AG vergleichbar.

### Dualistische Variante
Einige Unternehmen im anglo-amerikanischen Raum verwenden stattdessen ein dualistisches System der Unternehmensführung, bei der Geschäftsleitung und Kontrollgremium getrennt sind, analog zur Trennung zwischen Vorstand und Aufsichtsrat in einer deutschen Aktiengesellschaft.
Das Board of Directors hat in diesem System eine Kontrollfunktion, während die Geschäftsleitung vom Executive Board übernommen wird. Personelle Überschneidungen beider Gremien sind möglich, so ist etwa der CEO als Vorsitzender des Executive Boards oft Mitglied im Board of Directors.
Unternehmen, die diese Variante der Unternehmensführung einsetzen, sind etwa Apple und Google.

## In anderen Ländern
Auch in einer Europäischen Gesellschaft (SE) kann die Unternehmensleitung durch ein Board of Directors ausgeübt werden. Die SE bietet Wahlfreiheit zwischen dem monistischen System und dem dualistischen System.
Japanische kabushiki kaisha werden ebenfalls von einem derartigen, torishimariyaku-kai‚ Direktorenversammlung‘, ‚Direktorium‘ genannten Gremium geleitet.
Im Russischen wird statt des Vorstandes der Aufsichtsrat als ‚Rat der Direktoren‘ (Совет директоров Sowjet Direktorow) bezeichnet, eine bessere Übersetzung von Совет директоров wäre daher ‚Direktoriumsbeirat‘ (dem Direktorium beigeordneter Aufsichtsrat).